# Ein melancholischer Morgen
Ein melancholischer Morgen (jap. 憂鬱な朝, Yūutsu na Asa) ist eine Mangaserie von Shoko Hidaka, die von 2009 bis 2018 in Japan erschien. Das Werk ist ins Genre Boys Love einzuordnen und wurde in mehrere Sprachen übersetzt. Es spielt im Japan des frühen 20. Jahrhunderts und erzählt von der Liebe zwischen Adeligen und deren Bediensteten.

## Inhalt
Nachdem seine Eltern durch eine Krankheit verstorben sind, kommt der zehnjährige Akihito Kuze in die Obhut des Familienbutlers Tomoyuki Katsuragi. Als Erbe des Titels seines Vaters, Vicomte Kuze, zieht er ins Haus der Familie in Tokio, wo ihn Katsuragi als Nachfolger des Familienoberhaupts erziehen soll. Der elf Jahre ältere Butler ist streng und noch immer dem Auftrag des verstorbenen Vaters verpflichtet, während er sich von Akihito nichts sagen lässt. Auch alle Versuche des Jungen, seinem Vormund zu gefallen oder ihn zu beeindrucken, schlagen fehl. So erhält Akihito eine strenge Erziehung und Ausbildung, doch familiäre Nähe bleibt ihm verwehrt. Mit 16 Jahren erfährt der Zögling, dass Katsuragi auch für den Wohlstand der Familie sorgt, unter anderem indem er seinen Körper Angehörigen anderer Adelshäuser anbietet und der Familie Kuze so Vorteile verschafft. Akihito lehnt das ab, kann Katsuragi aber nicht davon abhalten. Akihito will mehr über seinen Vormund und dessen Familie herausfinden, und warum er ihm gegenüber so abweisend ist. So findet er auch heraus, dass Katsuragi als Adoptivsohn seines Vaters vorgesehen war, ehe Akihito geboren wurde.

## Veröffentlichungen
Die Serie erschien von März 2009 bis 2018 beim Verlag Tokuma Shoten in Japan. Insgesamt kamen acht Bände heraus. Eine deutsche Übersetzung des Mangas von Dorothea Überall erschien von Dezember 2011 bis Januar 2020 bei Carlsen Manga. Beim Imprint SuBLime von Viz Media kam eine englische Fassung heraus, bei Nowevolution Editorial  eine spanische und bei Sharp Point Press in Taiwan eine chinesische.
In Japan erschien 2019 eine Adaption der Geschichte als Hörspiel auf CD.

## Rezeption
Der letzte Band der Serie verkaufte sich in Japan über 16.000 Mal in der ersten Woche nach Veröffentlichung. Die deutsche Zeitschrift AnimaniA empfiehlt die Serie für Liebhaber „romantisch-düsterer History-Mangas“. „Das komplexe Verhältnis der beiden Hauptfiguren, das nicht zuletzt von ihren untershiedlichen sozialen Stellunge herrührt“, vor „viktorianisch anmutender Japan-Kulisse“ verspreche eine „bemerkenswerte, nicht süße“ Geschichte.